# Herboné
Pour les articles homonymes, voir René Bonnet et Bonnet.
 (février 2019).
Herboné, de son vrai nom René Bonnet, est un dessinateur et scénariste de bande dessinée français, né à Paris le 20 septembre 1905 et décédé le 1er août 1998 à Vincennes.
Il est le créateur de la série Fripounet et Marisette, publiée par les éditions Fleurus.

## Biographie
Issu d'une famille d'origine berrichonne, René Bonnet a vécu principalement à Paris. Enfant, il passait ses vacances dans le Cher, chez ses grands-parents, notamment une longue période durant la Première Guerre mondiale en 1917-1918, ce qui a forgé ses références au monde rural exploitées ensuite dans Fripounet.
Après le certificat d'études, il étudie pendant trois ans à l'école d'arts appliqués Bernard Palissy, où il apprend le dessin, le modelage, la décoration, la peinture sur faïence… Il exerce une première activité comme céramiste, puis au retour du service militaire, travaille dans le domaine de la publicité, dessinant pour les catalogues de grands magasins parisiens, jusqu'en 1940.
C'est pendant la période de l'Occupation, en 1943, qu'il fait la connaissance de l'abbé Marchand, un aumônier de la JAC (Jeunesse Agricole Chrétienne). À la demande de celui-ci, René Bonnet réalise les premières planches de Fripounet dans La Lettre aux jeunes ruraux sous la forme d'histoires complètes en une seule page. La création de la série pour les éditions Fleurus démarre à la fin de la guerre, dans le journal Fripounet et Marisette. Comme la revue est mixte, René Bonnet a adjoint à son héros Fripounet une cousine nommée Marisette. Il leur imaginera trente-cinq aventures, dont trente-trois seront publiées dans le journal qui atteint en 1966 un tirage record de 263 000 exemplaires. Malgré le grand succès de la série, seuls huit albums sont publiés entre 1962 et 1968. En 1968, la collaboration de René Bonnet avec le journal est brusquement interrompue, ce qui lui impose une retraite anticipée du monde de la bande dessinée. 
René Bonnet se consacre alors à la peinture. Cependant, les aventures de Fripounet et Marisette font l'objet de rééditions dès 1979 par l'association PBDI et par les éditions Fleurus elles-mêmes, puis par les éditions du Triomphe à partir de 1992, ce qui pousse l'auteur à terminer une ultime aventure de ses héros.

## Prix
- 1986 : Prix RTL de la meilleure réédition BD pour Fripounet et Marisette dans la collection Archives Fleurus[1].